# پایگاه آب‌نشین اموک بی
پایگاه آب‌نشین اموک بی (به انگلیسی: Amook Bay Seaplane Base) یک فرودگاه خصوصی بهره‌برداری هوایی با کد یاتا AOS است که یک باند فرود آب دارد و طول باند آن ۲۴۳۸ متر است. این فرودگاه در کشور ایالات متحده آمریکا قرار دارد و در ارتفاع ۰ متری از سطح دریا واقع شده‌است.